# Балка Кислична
Балка Кислична, Балка Лисяча — балка (річка) в Україні у Макіївській та Донецькій міськрадах Донецької області. Ліва притока річки Грузької (басейн Азовського моря).

## Опис
Довжина балки приблизно 10,96 км, найкоротша відстань між витоком і гирлом — 7,64 км, коефіцієнт звивистості річки — 1,43. Формується декількома балками та загатами.

## Розташування
Бере початок на південно-західній стороні від селища Високе. Спочатку тече переважно на південний захід понад селом Кисличе, далі тече переважно на південний схід понад селом Темрюк та через селище Гришки і на північній околиці селища Горбачево-Михайлівка впадає в річку Грузьку, ліву притоку річки Кальміусу.

## Цікаві факти
- У пригирловій частині балку перетинає залізниця[3].
- На балці є декілька териконів[2].